# 루진-당주아 정리
루진-당주아 정리(Lusin-Denjoy theorem, -定理)는 푸리에 해석학 및 실해석학의 정리로, 러시아 수학자 니콜라이 루진(Никола́й Лу́зин)과 프랑스 수학자 아르노 당주아(Arnaud Denjoy)의 이름이 붙어 있다.

## 공식화
E를 실수의 부분집합 [0, 2π)에 속하는 양측도의 가측 집합이라 하자. 만약 다음의 무한급수
{\displaystyle \sum _{n=1}^{\infty }(a_{n}\cos {nx}+b_{n}\sin {nx})}
가 E의 모든 점 x에서 절대수렴한다면, 다음의 무한급수
{\displaystyle \sum _{n=1}^{\infty }(|a_{n}|+|b_{n}|)}
는 수렴한다.

## 같이 보기
- 칸토어-르베그 정리

## 참고 문헌
- Frank Jones, Lebesgue Integration on Euclidian Space, Jones and Bartlett Mathematics, 2001.